# 南総通運
南総通運株式会社（なんそうつううん）は、千葉県東金市に本社を置く通運会社 である。

## 沿革
- 1942年（昭和17年） - 地元の11通運会社が統合し、南総通運株式会社を設立[2]。
- 1961年（昭和36年） - 倉庫事業に進出。
- 1992年（平成4年） - 産業廃棄物収集運搬事業に進出。
- 1996年（平成8年） - 新茂原貨物ターミナル閉鎖に伴い通運事業から撤退[2]。
- 1998年（平成10年） - 不動産事業に進出。
- 2001年（平成13年） - 株式を店頭公開（後のJASDAQ）。
- 2002年（平成14年） - 茂原サンヴェルビルを取得。

## 事業所
- 東金支店 - 千葉県東金市山田1056-7
- 茂原支店 - 千葉県長生郡長柄町山根1193-1
- 茂原中央支店 - 千葉県長生郡長柄町山根1719-1
- 佐倉支店 - 千葉県佐倉市大作1-7-5
- 千葉支店 - 千葉県千葉市中央区村田町499
- 茨城支店 - 茨城県龍ケ崎市向陽台6-5
- 佐倉配送センター - 千葉県佐倉市太田2166-2
- 茂原東郷事業所 - 千葉県茂原市東郷670
- BMW事業所 - 千葉県山武市松尾町富士見台208-19
- 埼玉営業所 - 埼玉県本庄市児玉町共栄328-3

## ビルの運営
- 南総サンヴェルプラザ（千葉県茂原市、旧茂原そごう）

## 子会社
- 南総総業
- 南総建設
- 南総タクシー